# سالواتوره بونافده
سالواتوره بونافِـده (ایتالیایی: Salvatore Bonafede؛ زادهٔ ۴ اوت ۱۹۶۲) نوازنده پیانو، موسیقی‌دان و آهنگساز اهل ایتالیا است.
از فیلم‌هایی که وی در آن‌ها نقش داشته است، می‌توان به بازگشت کالیوسترو اشاره نمود.